# Émilie Le Pennec
Émilie Le Pennec (La Garenne-Colombes, 31 de dezembro de 1987) é uma ex ginasta francesa, campeã olímpica na prova das barras assimétricas nos Jogos Olímpicos de 2004, realizado em Atenas.
O primeiro ano de Le Pennec como sênior abriu-se com o Campeonato Francês, no qual conquistou uma medalha de prata em sua especialidade, as barras assimétricas. Em 2004 conquistou a medalha de ouro nas paralelas, nos Jogos Olímpicos de 2004, realizado em Atenas, na Grécia, feito este inédito na história da ginástica feminina francesa. Em 2007, Le Pennec anunciou sua aposentadoria e passou a dedicar-se a uma formação.
Le Pennec participou do revezamento da tocha olímpica na abertura dos Jogos Olímpicos de Verão de 2024.